# 德龙河畔巴勒鲁瓦
德龙河畔巴勒鲁瓦（法語：Balleroy-sur-Drôme，法語發音：[baləʁwa syʁ dʁom]）是法国卡尔瓦多斯省的一个市镇，属于巴约区。该市镇于2016年由原市镇巴勒鲁瓦和沃巴东合并而成。

## 地理
德龙河畔巴勒鲁瓦（49°10'50"N, 0°50'17"W）面积11.77 平方千米，位于法国诺曼底大区卡爾瓦多斯省，该省份为法国西北部沿海省份，北濒大西洋英吉利海峡，东北与滨海塞纳省以海上边界相接，东临厄尔省，南至奧恩省，西与芒什省接壤。
与德龙河畔巴勒鲁瓦接壤的市镇（或旧市镇、城区）包括：拉巴佐克、卡斯蒂永、蒙菲凯、普朗克里、勒特龙凯。
德龙河畔巴勒鲁瓦的时区为UTC+01:00、UTC+02:00（夏令时）。

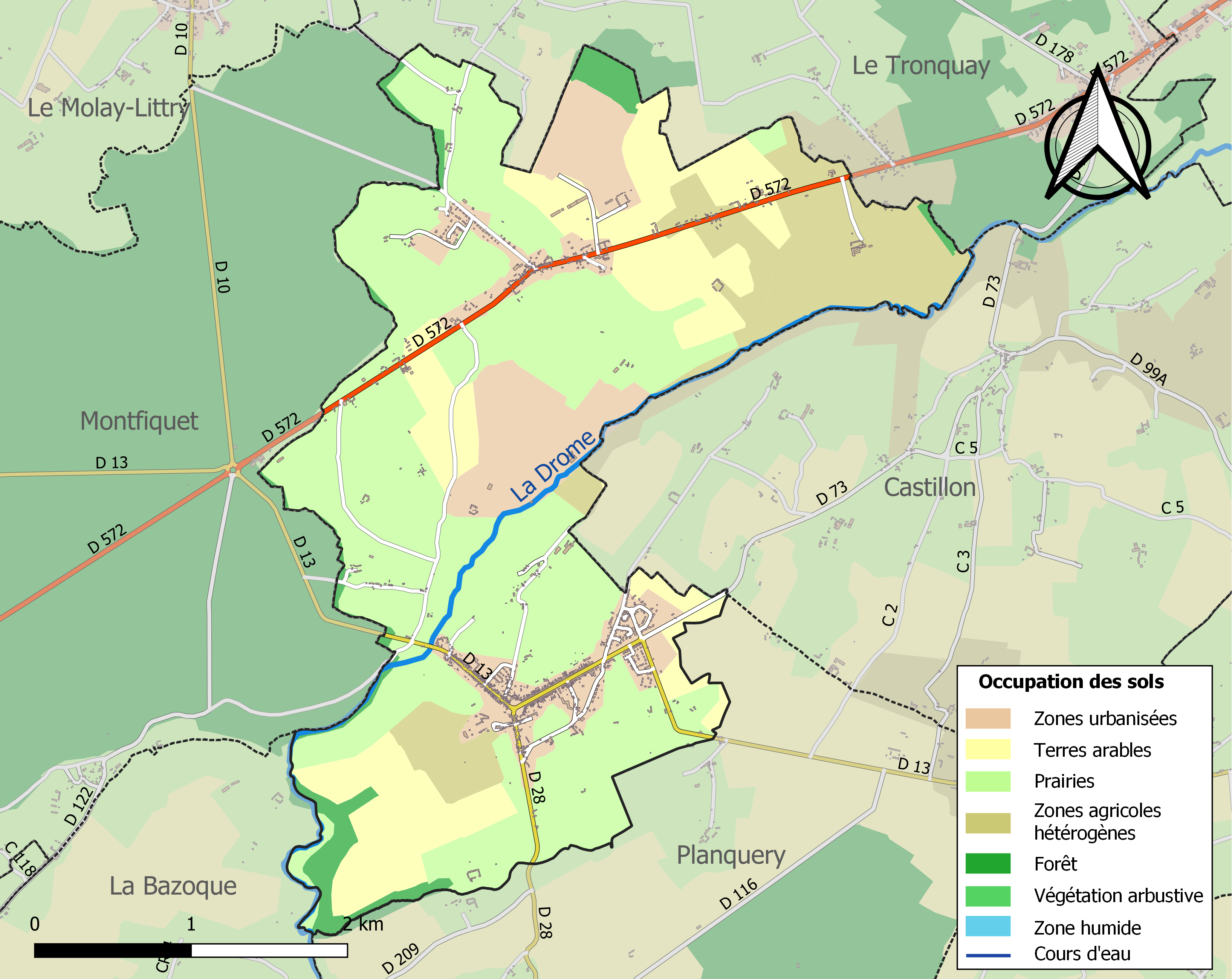
德龙河畔巴勒鲁瓦的OSM定位图

## 行政
德龙河畔巴勒鲁瓦的邮政编码为14490，INSEE市镇编码为14035。

## 政治
德龙河畔巴勒鲁瓦所属的省级选区为特雷维耶尔县。

## 人口
德龙河畔巴勒鲁瓦于2022年1月1日时的人口数量为1317人。